# Gåsö, Södermanland

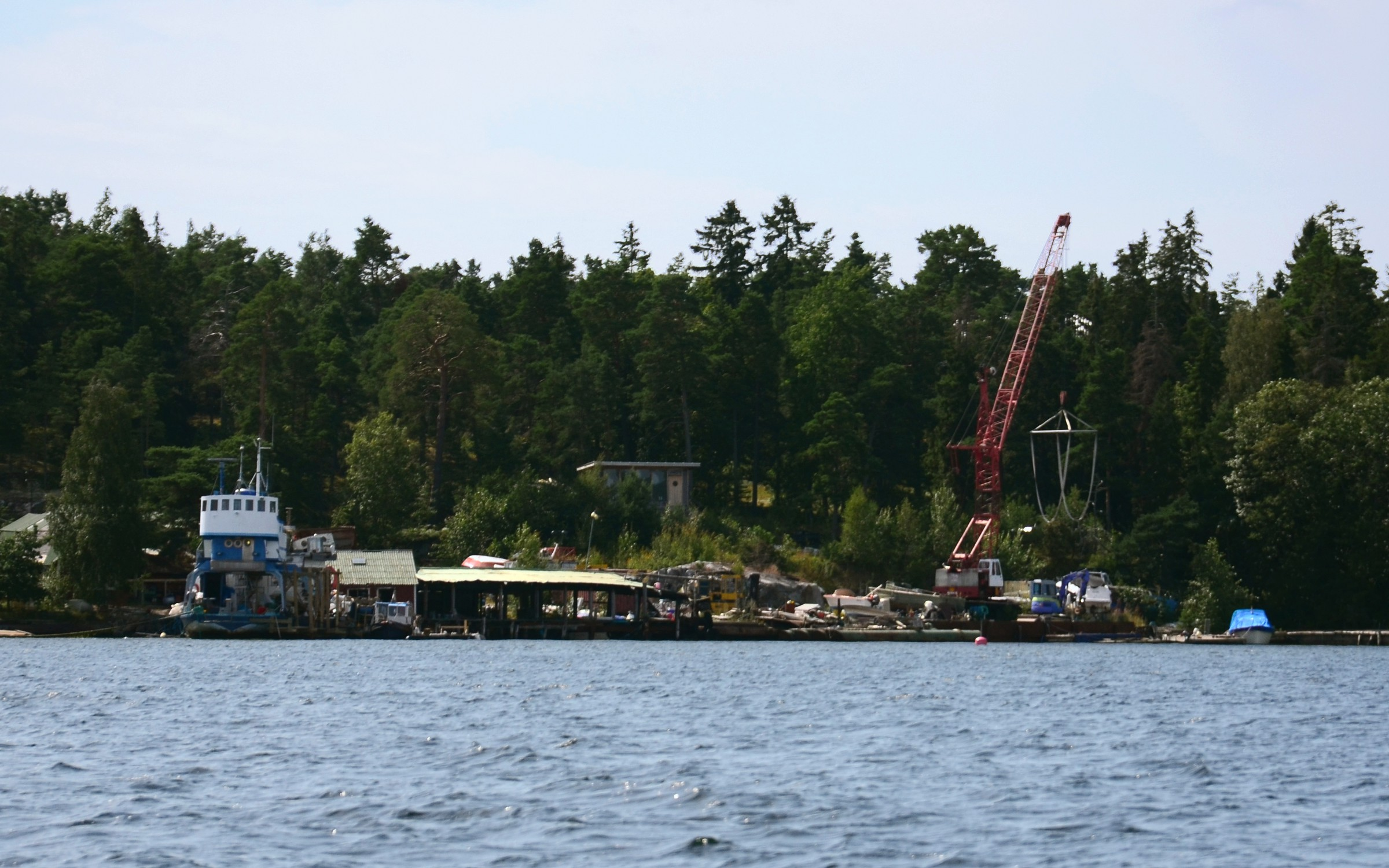
Gåsö varv.

Gåsö eller Gåsön är en ö utanför Saltsjöbaden i sydostligaste delen av Nacka kommun. Den bebos av cirka 200 sommargäster, och några få bofasta invånare. Bredvid Gåsö ligger grannön Gåsö ö.

## Historia
Gåsö har bebotts av fiskare och jordbrukare förmodligen redan på Gustav Vasas tid. Man vet med bestämdhet att det bodde fiskare på Gåsö år 1646. År 1833 förrättades ett laga skifte då Gåsö delades upp på tre gårdar: Norrgården, Mellangården och Södergården. I slutet av 1800-talet bodde mellan 20 och 30 personer på Gåsö och kanske ett tiotal personer på öarna i den omgivande arkipelagen. Gåsö som ursprungligen tillhörde Tyresö, hade egen skola från början av 1900-talet och fram till år 1940 då skolan drogs in. Förutom de tre gårdarna fanns på Gåsö ett antal ”grosshandlarvillor” huvudsakligen på öns östra sida och i Gåsösundet. Till dessa villor och till gårdarna på Gåsö kunde man fram till på 30-talet komma med ångbåt som angjorde bryggor på öns norra sida och i Gåsösundet. 
Under tiden från sent artonhundratal och fram till mitten av 50-talet ägde familjen Wallenberg genom Järnvägsaktiebolaget Stockholm – Saltsjön, större delen av Saltsjöbaden och hela Älgö, vilket de köpt från Erstaviks fideikommiss. Under 40-talet köpte Järnvägsbolaget Mellangården på Gåsö med syfte att stycka Mellangården i 71 tomter. Ett förslag till byggnadsplan upprättades i februari 1946 och i mars 1947 kunde försäljningen av tomterna påbörjas. Som kuriosa kan berättas att den ursprungliga byggnadsplanen innehöll ett område i södra ändan av Dyviken som reserverades för ”handels-, restaurant- och hotelländamål”. Under åren 1948–1959 sålde bolaget samtliga dessa tomter. Dessa fastigheter samt de redan avstyckade fastigheterna som utgjorde Gåsö varv och varvsägarens bostad, kom senare att ingå i Gåsö vägförenings område. Gåsö vägförening bildades den 11 november 1957. Antalet fastigheter som ingick i Gåsö vägförening var då 73. År 1983 tillkom ytterligare en fastighet vid Gåsösund och antalet medlemmar i vägföreningen var därmed 74.

### Administrativ historik
Gåsö ingick ursprungligen i Brännkyrka socken omkring 1707 övergick den till Tyresö socken. 1950 överfördes ön från Tyresö landskommun till Saltsjöbadens köping som 1971 uppgick i Nacka kommun.